# Christien Meindertsma
Christien Meindertsma (Utrecht, 1980) is een Nederlands kunstenaar en ontwerper. Ze studeerde aan de Design Academy Eindhoven van 1998 tot 2003, waar ze onder meer les kreeg van Hella Jongerius. Meindertsma woont en werkt in Rotterdam.

## Werk
Christien Meindertsma onderzoekt in haar werk de levensduur en het gebruik van (consumptie)producten en grondstoffen. Ook probeert ze de herkomst van dagelijkse producten, waar men zich door industriële productieprocessen en globalisering niet meer bewust van is, opnieuw inzichtelijk te maken.
Haar werk werd onder meer tentoongesteld in het MoMA (New York), het Victoria & Albert Museum (Londen) en het Cooper Hewitt Design Museum (New York). In Nederland hebben onder andere het Zuiderzeemuseum en het Fries Museum werk van Meindertsma in de collectie.
In 2012 was ze 'artist in residence' in het TextielMuseum Tilburg.
Meindertsma won met haar boek PIG 05049 drie Dutch Design Awards in 2008 en een Index Award in 2009.

## Projecten
Een paar van Christien Meindertsma's bekendste projecten zijn:

### Checked Baggage (2004), boek
In 2004 kocht Meindertsma op Schiphol een container vol met voorwerpen die bij de security-check geconfisqueerd werden. Ze heeft vervolgens alle 3.267 objecten nauwkeurig gesorteerd en gefotografeerd op een witte achtergrond. Het boek Checked Baggage brengt alle voorwerpen bij elkaar.

### PIG 05049 (2007), boek
Meindertsma deed drie jaar lang onderzoek naar alle afgeleide producten die van varkens afkomstig zijn. Het boek PIG 05049 is een verzameling foto's van alle afgeleiden van één enkel anoniem varken (Pig 05049). Ze deed een aantal onverwachte ontdekkingen: grondstoffen van het varken worden gebruikt in producten zo divers als munitie, medicijnen, fotopapier, hartkleppen, remmen, kauwgom, porselein, cosmetica, sigaretten, conditioner en biodiesel.
Over dit onderzoek gaf Meindertsma in 2010 een TED talk.

### Projecten met schapenwol
Christien Meindertsma ontwikkelde vervolgens een aantal ontwerpen met schapenwol. Zo bedacht ze eerst de Urchin Pouf: een poef, grof gebreid van de wol van één schaap. In een project voor de Amerikaanse NGO The Nature Conservancy werkte ze aan Idaho, een vloerkleed uit verschillende wollen panelen, ieder paneel met grove breinaalden van de wol van één schaap gebreid. Sinds 2010 maakt Meindertsma een reeks truien volgens hetzelfde principe: de One Sheep Sweater.

### Vlas Project (2009)
The Flax Project is in 2009 in opdracht van Thomas Eyk en het Zuiderzeemuseum ontwikkeld. Meindertsma liet een perceel vlas zaaien (Kavel Gz 59-west) en na de oogst werd hiervan in samenwerking met Touwslagerij Steenbergen vlastouw vervaardigd. Meindertsma ontwierp allerlei producten met het vlas, zoals de Flax Lamp en Flax Pouf.

## Tentoonstellingen (selectie)
Christien Meindertsma heeft veel solo- en groepsexposities gehad in musea en op internationale beurzen; hieronder een selectie
- WORKBABY Galleries, Amsterdam/Antwerpen/Berlijn, solo (2004)
- Dangerous Goods, Kunsthal, Rotterdam, solo (2004)
- FLOCKS, launch, Dyckman Farmhouse Museum, New York, solo (2005)
- BLACK SHEEP, Kakitsubata gallery, Tokyo (2006)
- PIG 05049, Kunsthal, Rotterdam, solo (2008)
- Felt exhibition, Cooper-Hewitt National Design Museum, New York (2009)
- Action! Design Over Time, MoMA, New York (2010)
- Talk to Me, MoMA, New York (2011)
- Christien Meindertsma Solo, Audax Textielmuseum, Tilburg (2012)
- Fear & Love, Designmuseum Londen[9]

## Prijzen
- Dutch Design Award 2016 voor FLAX Chair[10]
- Dutch Design Awards: winner autonomous design: Het Verzameld Breiwerk van Loes Veenstra (2013)
- Designs of the Year: nomination Oak Inside, Furniture (2012)
- Charlotte Köhler Prijs, Prins Bernhard Cultuurfonds (2010)
- Index Awards: winner in the category PLAY (2009)
- Dutch Design Awards: winner of Golden Eye, Rado Young designer of the year & Graphic design award (2008)
- Design Academy Eindhoven: Melkweg Prize, Stichting Rene Smeets (2003)

## Boeken
- Checked Baggage / 3264 Prohibited Items, uitgegeven door Soeps, 2004
- PIG 05049, Christien Meindertsma, Engels, 185 pagina's, uitgeverij Flocks, ISBN 9789081241311, 2007
- Het verzameld breiwerk van Loes Veenstra uit de 2e Carnissestraat, Noor van der Heijden en Christien Meindertsma, 556 pagina's, ISBN 9789081995603, 2012